# Ventiseri
Ventiseri est une commune française située dans la circonscription départementale de la Haute-Corse et le territoire de la collectivité de Corse. Elle appartient à l'ancienne piève de Coasina dont elle était le chef-lieu, dans le Fiumorbo.

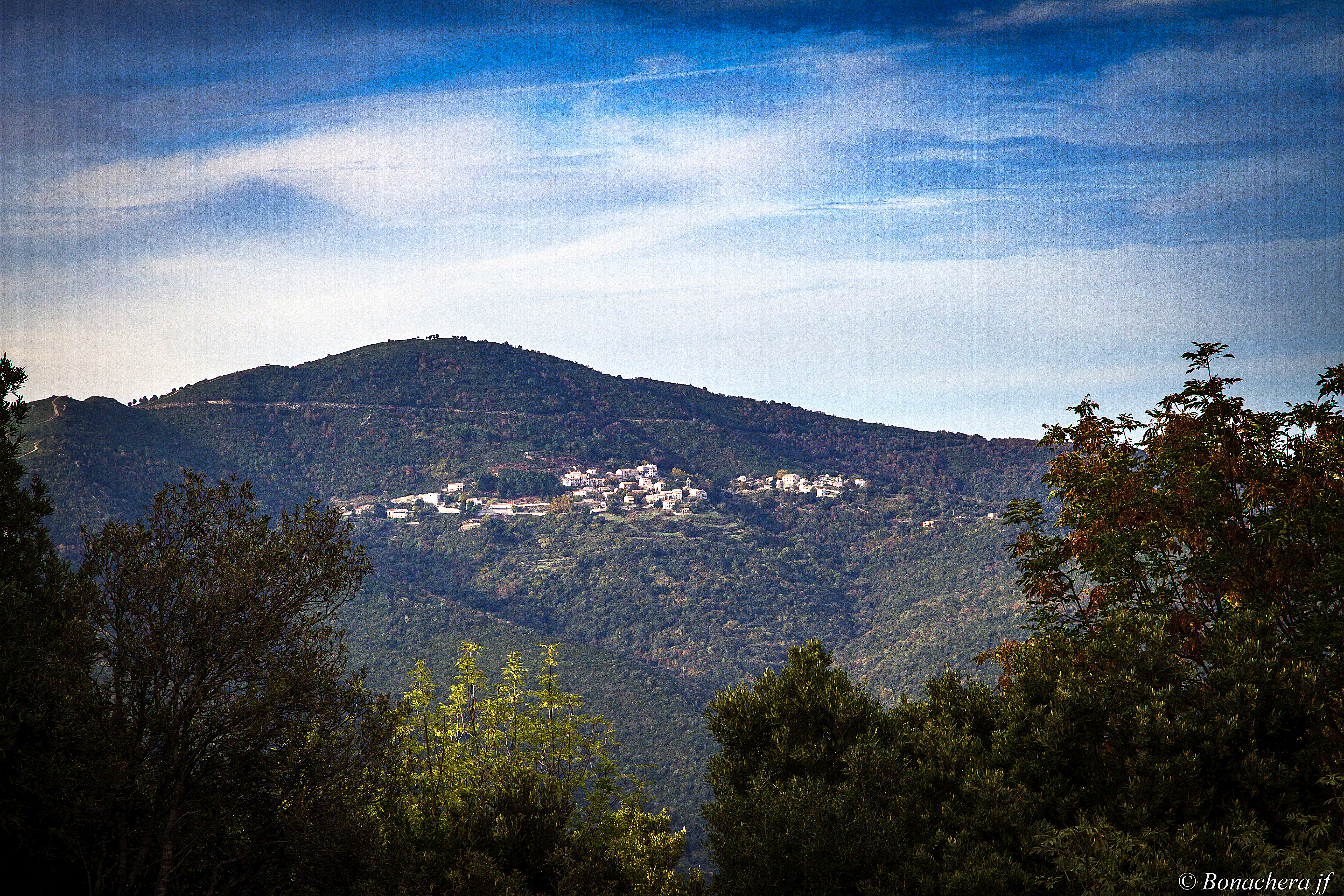
Ventiseri vu depuis le village de Solaru.

## Géographie

### Situation
Ventiseri est une commune littorale située sur la côte est de la Corse, au sud de la Plaine orientale et de la Costa Serena, dans l'ancienne piève de Coasina. Elle était l'une des sept communes du canton de Prunelli-di-Fiumorbo.
Communes limitrophes

### Géologie et relief

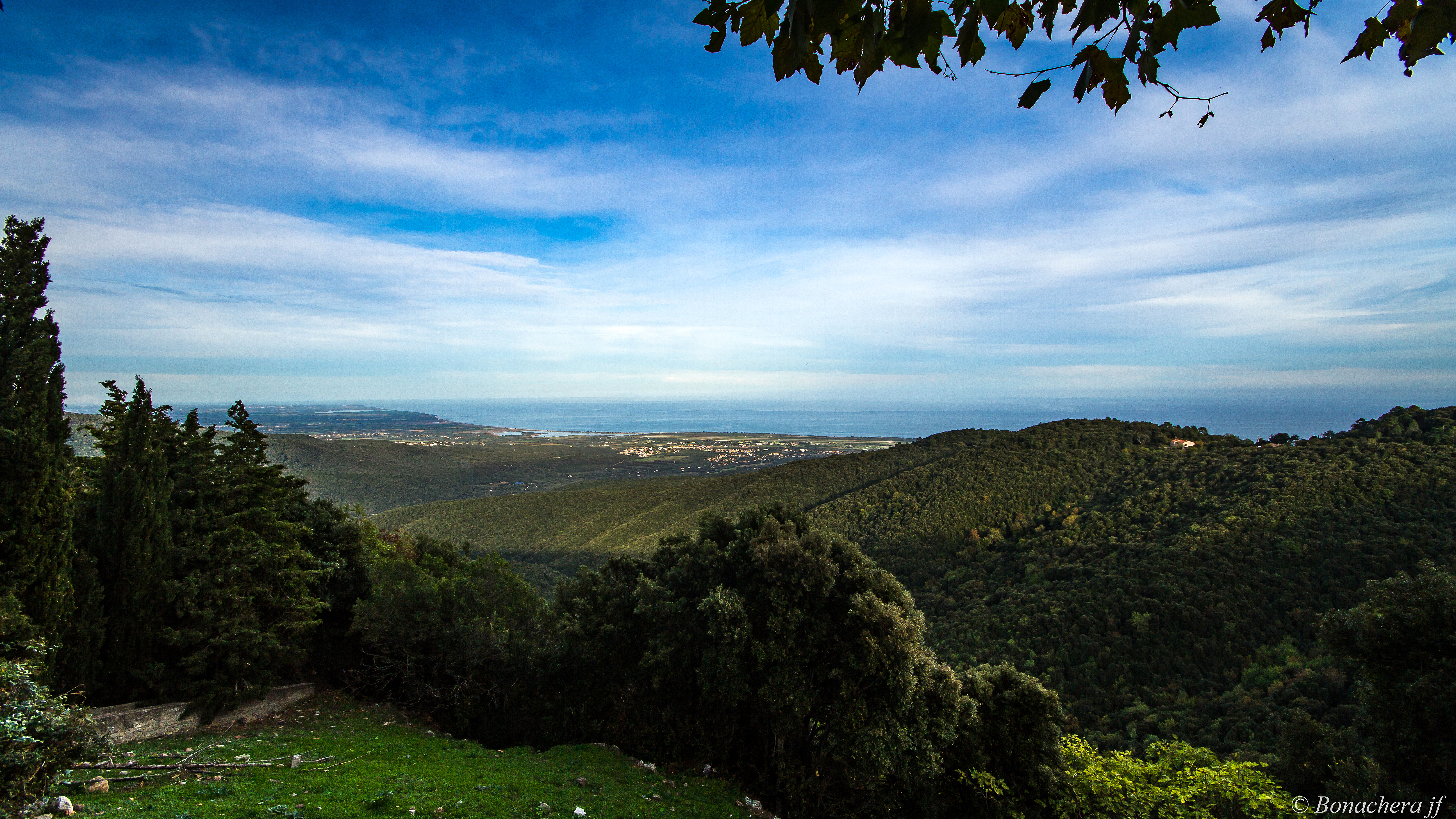
L'étang de Palu et la base aérienne de Solenzara, vus depuis le village de Solaro.

La commune est adossée à un chaînon montagneux du massif du Monte Incudine qui diverge de la chaîne centrale vers le nord-est et culmine à 1 045 mètres à la Punta di u Quarciu Grossu (littéralement « Pointe du gros chêne »).
Son territoire s'étage d'ouest en est depuis ce sommet jusqu'à la mer sur dix kilomètres. Le chef-lieu et ses hameaux environnants sont situés à plus de 400 mètres d'altitude, mais plus de la moitié de la surface de la commune se trouve à moins de 200 mètres d'altitude, et plus du quart à moins de 50 m, de part et d'autre de la RT 10 (ex-RN 198) (Bastia - Bonifacio), qui traverse la commune du nord au sud sur sept kilomètres, du hameau de Mignataja au pont du Travo.

### Hydrographie
La commune de Ventiseri est bordée au sud par le fleuve côtier Travo, au régime torrentiel, qui coupe parfois la  RT 10 en cas de fortes pluies. Son embouchure se situe au sud de la base aérienne 126 de Ventiseri-Solenzara. Sur la portion de son cours qui sépare Ventiseri de Solaro, il reçoit les eaux de plusieurs ruisseaux qui prennent naissance sur la commune : ruisseau d'Aretu (qui délimite en partie Ventiseri et Chisa), ruisseau de Cippisa, ruisseau d'Acqua Tepida, ruisseau du Guadellu et ruisseau d'Aria Vallinca.
Entre la RT 10 et la mer, l'étang de Palo, autrefois nommée étang de Coasina, est une lagune partagée avec la commune voisine de Serra-di-Fiumorbo qui possède la partie « côté mer ». L'étang reçoit, du nord au sud, les eaux de petits cours d'eau : les ruisseaux de Tagnacane, de Stangone, de Milelli et de Calanala.
Au sud de l'étang, entre l'aérodrome militaire de Solenzara et la mer, se situe en arrière d'un cordon dunaire, une zone humide qui occupe l'espace jusqu'à l'embouchure du Travo.

### Voies d'accès et transports
Accès routiers
La commune est traversée dans sa partie de la plaine littorale par la route territoriale 10 (ex-RN 198), qui donne accès à Ghisonaccia, Aléria et Bastia vers le nord, à Solenzara, Porto-Vecchio et Bonifacio vers le sud.
Le chef-lieu est accessible depuis Travo, sur la RT 10, par la D 45, qui poursuit ensuite dans les collines vers Serra-di-Fiumorbo. La D 745, depuis Mignataja, monte à Piedi Quarcio en passant près du château de Coasina, et rejoint ensuite la D 45.
La RD 545 traverse la commune du nord au sud au pied des collines, en parallèle à la RT 10. Installée sur la plateforme de l'ancienne voie ferrée qui reliait de 1935 à 1943, Bastia à Porto-Vecchio, elle sert de desserte locale pour les habitations qui la bordent.
Transports
Les hameaux de la plaine sont traversés par une ligne d'autocars, assurant des liaisons quotidiennes de et vers Bastia et Porto-Vecchio. Une entreprise de taxi est établie à Minataja.
L'aéroport le plus proche est l'aéroport de Figari-Sud-Corse, à 80 km ; l'aéroport de Bastia-Poretta est distant de 88 km. Le port de commerce le plus proche est celui de Porto-Vecchio (60 km), celui de Bastia à 105 km.
La gare de Cavone, située sur le territoire communal, était sur la ligne de la côte orientale corse, et reliait Ventiseri au nord à Ghisonaccia, Aléria, Casamozza - Lucciana et son terminus Bastia, puis Porto-Vecchio vers le sud. Endommagée pendant la Seconde Guerre mondiale, cette ligne n'existe plus et la gare a été transformée en habitation.

### Habitat
Jadis, le littoral avait été déserté en raison des fréquentes razzias barbaresques et de la malaria qui y sévissait. Les habitants avaient trouvé refuge à Ventiseri, un habitat important de la piève de Coasina, construit sur les hauteurs.
La paix revenue avec les Génois, le territoire s'est petit à petit repeuplé.
Au cours de la deuxième moitié du siècle dernier, le littoral et la plaine se sont urbanisés grâce à la RN 198 (récemment devenue RT 10), un des principaux axes de circulation de l'île, au renouveau de l'agriculture sur l'île, et surtout à l'installation sur le territoire de la commune de l'importante base aérienne 126 Solenzara.
Villages perchés

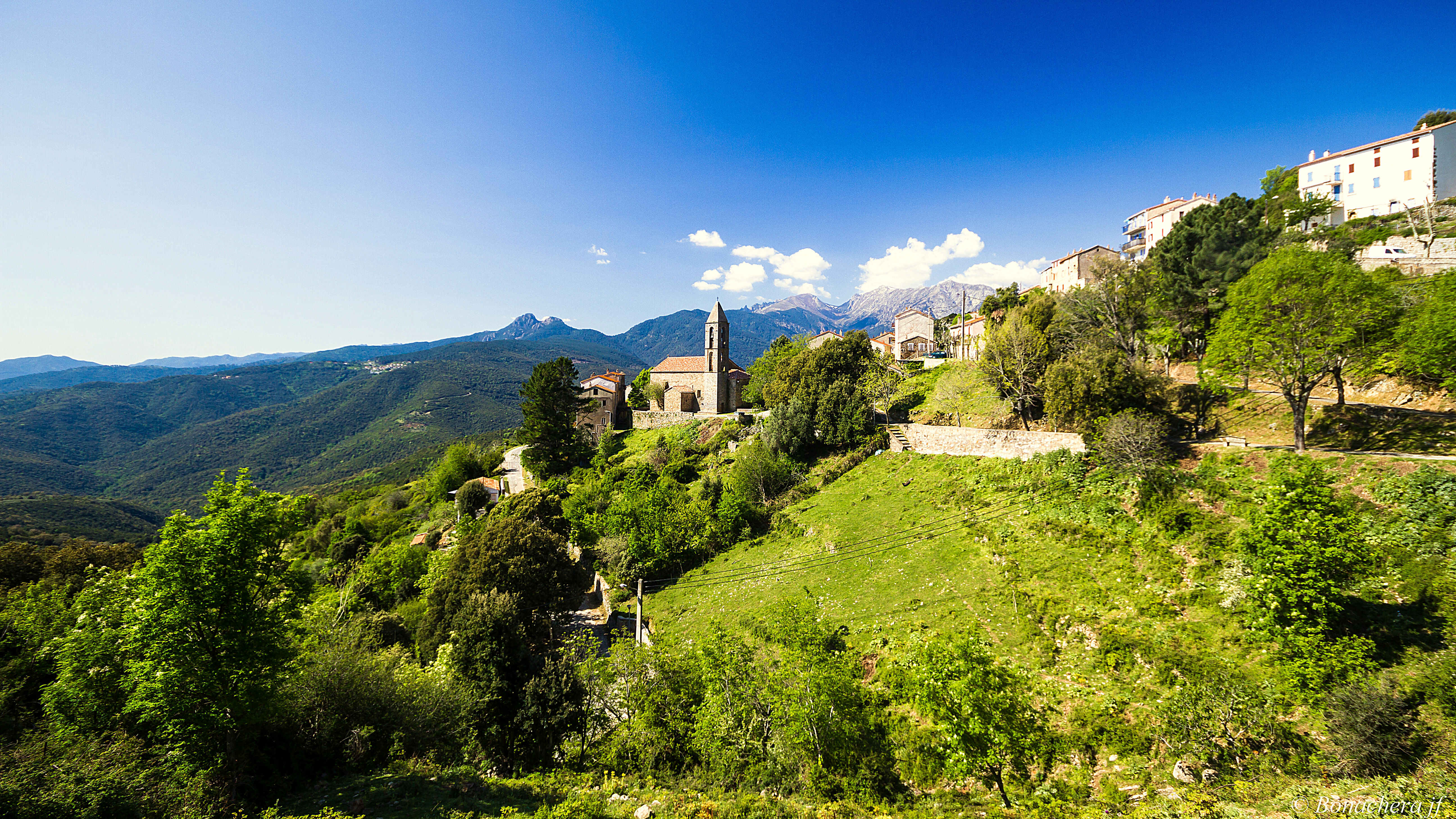
Vue de l'église depuis le Nord du village.

- Ventiseri et ses hameaux environnants, Contra, Suppranacia et Vignarella, des lieux de la piève  déjà habités au début du XVIe siècle, avaient été bâtis à l'intérieur des terres, à plus de 400 mètres d'altitude, pour « voir venir l'envahisseur ». S'y trouvent l'église paroissiale, le bureau de poste et le cimetière.
- Petit village en limite nord de la commune, à 325 mètres d'altitude, relié à la plaine par la route D 745, Pedi Quarciu possède la chapelle Sainte-Élisabeth-de-Hongrie.

Hameaux de la plaine
Le long de la RT 10, du nord au sud, on trouve :
- Mignataja, et ses hameaux Cotticcio et Battello
- Vix, en bordure de la zone humide de Palo, au nord de l'étang du même nom[10] ; on y trouve un petit cimetière
- Travo, devenu le plus important lieu habité de la commune. S'y trouvent les centres administratifs (mairie, gendarmerie, bureau de poste, écoles primaire et maternelle, etc.), et une chapelle. Il a pour voisins immédiats plusieurs lotissements destinés aux personnels de la base aérienne : Cité de l'Air, lotissement Simonpoli.

## Urbanisme

### Typologie
Au 1er janvier 2024, Ventiseri est catégorisée bourg rural, selon la nouvelle grille communale de densité à sept niveaux définie par l'Insee en 2022.
Elle est située hors unité urbaine et hors attraction des villes,.
La commune, bordée par la mer Méditerranée, est également une commune littorale au sens de la loi du 3 janvier 1986, dite loi littoral. Des dispositions spécifiques d’urbanisme s’y appliquent dès lors afin de préserver les espaces naturels, les sites, les paysages et l’équilibre écologique du littoral, tel le principe d'inconstructibilité, en dehors des espaces urbanisés, sur la bande littorale des 100 mètres, ou plus si le plan local d’urbanisme le prévoit.

### Occupation des sols
L'occupation des sols de la commune, telle qu'elle ressort de la base de données européenne d’occupation biophysique des sols Corine Land Cover (CLC), est marquée par l'importance des forêts et milieux semi-naturels (69,3 % en 2018), une proportion identique à celle de 1990 (69,2 %). La répartition détaillée en 2018 est la suivante : 
forêts (52,4 %), milieux à végétation arbustive et/ou herbacée (16,3 %), zones industrielles ou commerciales et réseaux de communication (8,4 %), zones agricoles hétérogènes (7,3 %), zones urbanisées (4,6 %), prairies (4,3 %), cultures permanentes (3 %), eaux maritimes (1,7 %), espaces ouverts, sans ou avec peu de végétation (0,6 %), terres arables (0,5 %), zones humides intérieures (0,4 %), zones humides côtières (0,4 %). L'évolution de l’occupation des sols de la commune et de ses infrastructures peut être observée sur les différentes représentations cartographiques du territoire : la carte de Cassini (XVIIIe siècle), la carte d'état-major (1820-1866) et les cartes ou photos aériennes de l'IGN pour la période actuelle (1950 à aujourd'hui).

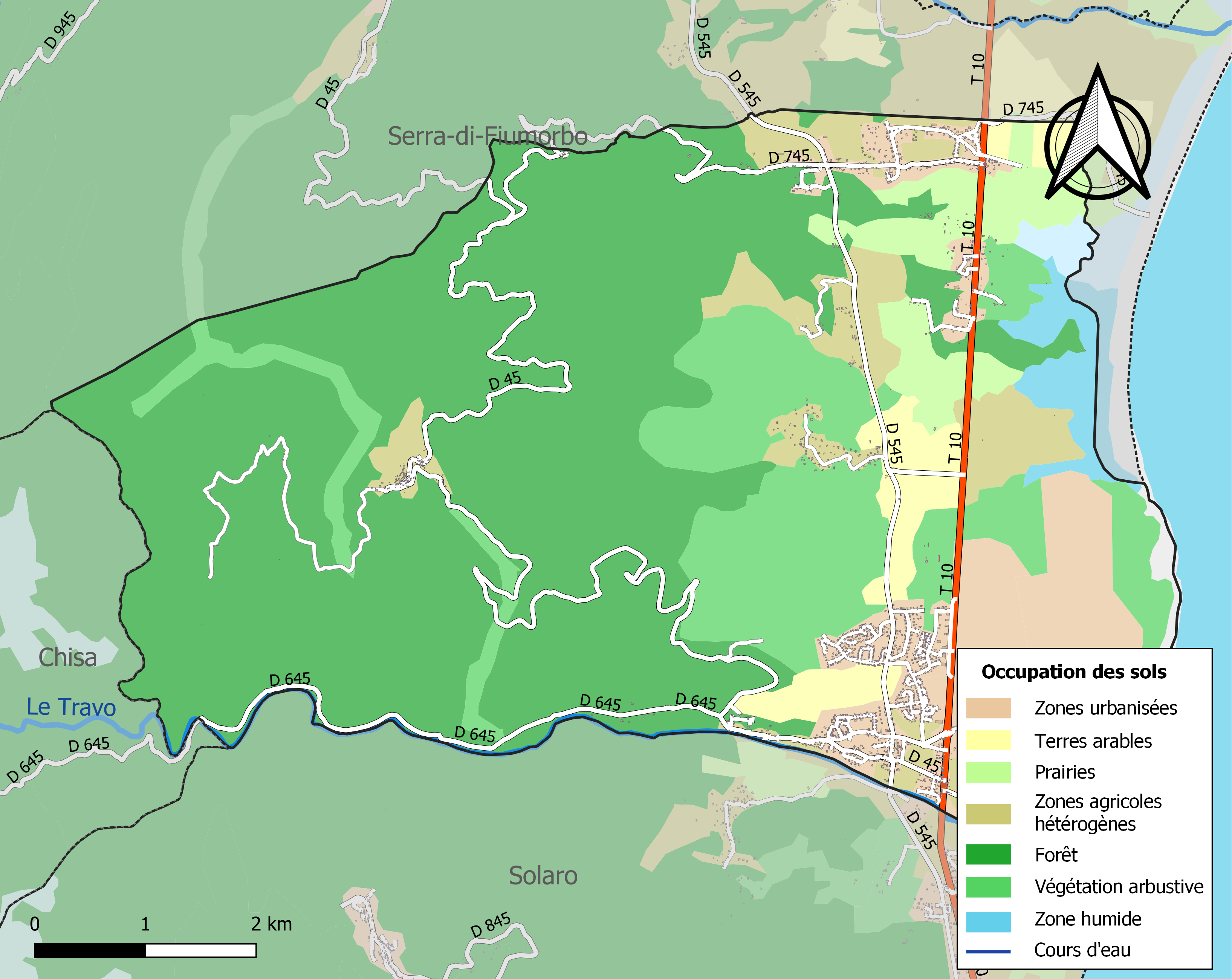
Carte des infrastructures et de l'occupation des sols de la commune en 2018 (CLC).

## Toponymie
Le nom corse de la commune est Vintìsari [vinˈtiːzari]. Ses habitants sont les Vintisaresi.

## Histoire

### Moyen Âge

Ruines du Château de Covasina: face Sud et sa chapelle San Michele

En 1018, le pape Grégoire VI envoya en Corse le marquis de Massa de Maremma pour faire régner l'ordre. Il se rendit rapidement maitre de tout le territoire.
Vers la fin du XIe siècle, le comte Ugo Colonna devenu maître de la Corse après avoir défait les Maures, pour témoigner sa reconnaissance à ceux qui l'avaient obligé, fit don à Ganelon de Covasina, avec tout le territoire qui s'étend de Solenzara à Calcosalto. Ganelon était venu sur l'île accompagné de Truffetta de Covasina, autre descendant des Mayençais.
Pendant la guerre des Biancolacci, Truffetta de Covasina avait passé les Monts et s'était fait seigneur de Talabo. « Ce fut lui qui bâtit le château de Pietrapola ; il l'appela ainsi du nom d'une de ses sœurs, Pola, qui l'occupait. Truffetta en mourant laissa trois fils ; l'un eut Covasina, le deuxième Pietrapola, et le troisième Poggio di Nazza. Ceux-ci, à l'exemple de tous les autres, se mirent à se faire la guerre ; on vit alors paraître sur la scène, dans le pays d'Antisanti, les gentilshommes de Novella, ceux de Noceta et de Castelnovo , qui se construisirent des châteaux et refusèrent l'obéissance aux fils de Truffetta, si bien qu'il ne resta plus à ces derniers que Talabo et le territoire qui s'étend de Pianello à Pietrapola ».
Dans les années 1380, les gouverneurs de la Maona vendirent le château de Cinarca à Ghilfuccio d'Istria. Ils restèrent maîtres du pays compris entre Calvi, Covasina et Lavasina ; comme il n'y avait de ce côté aucun seigneur particulier, cette partie de l'île s'appela ensuite la Terre de Comune.
En 1430, Simone Da Mare est élu gouverneur général. Il entre en campagne avec les caporaux ; le Comte Vincentello d'Istria, vice-roi de Corse, est obligé de s'enfuir à Cinarca. Mais peu après, le Comte redevient maître du pays compris entre Calvi, Covasina, la piève de Vico et Baraci.
Au XVe siècle, Ventiseri faisait partie de la pieve de Covasina, l'une des dix-neuf pievi de l'évêché d'Aléria, soumis par le pape Urbain II à l'archevêque de Pise.

#### Castello di Coasina
« Les documents du milieu et de la seconde moitié du XIIIe siècle (...) donnent des listes sans doute exhaustives des castra situées dans ces vastes seigneuries. Ces textes permettent de constater que vers 1250, la plus grande partie des châteaux sont déjà construits (...). Beaucoup de castelli de l'île commandent des petites marines, même s'ils sont relativement éloignés de la côte. C'est le cas de la fortification de Coasina »

— Daniel Istria - Pouvoirs et fortifications dans le nord de la Corse : du XIe siècle au XIVe siècle p. 226
L'ancien château fort de Coasina (ou Covasina), parfois appelé Castello Alemano ou Castellu di Carlomagnu, reflétant son origine probablement germanique, est à l'état de ruines. Construit sur une hauteur naturelle, il avait été la demeure des 'Covasinacti, l'une des dix-sept familles ou clans les plus importantes énumérés en 1324-1325 par Castruccio Castracani.

### Temps modernes
Au début du XVIe siècle, vers 1520, la pieve de Coasina comptait plus de 1 250 habitants. Les lieux habités étaient : Coasina (200 habitants env.), Ventisari, lo Solagio et Ornaso.

« Nous rencontrons donc tout d'abord la piève de Coasina, qui est à la fois le nom du village et celui du pays. Cette piève confine à celle de Sagri, aujourd'hui inhabitée. Les habitants se sont en effet transportés à Erchiavari, endroit situé au milieu des montagnes, où ils ont un village de dix ou douze feux. Coasina confine encore aux Monts et à la rivière de Solenzara ; le village n'a pas plus de quarante feux. Il y a encore dans cette piève d'autres villages : Ventisari, Solaggio et Sornazo ; tous ensemble, ils forment environ trois cents feux. Le pays pourrait produire beaucoup de céréales ; mais la terreur qu'inspiraient les infidèles le dépeuplait peu à peu même avant les dernières guerres. »

— Mgr Giustiniani in Dialogo nominato Corsica, traduction Lucien Auguste Letteron in Histoire de la Corse, Description de la Corse - Tome I, p. 32
Au XVIIIe siècle, Ventiseri faisait partie de la pieve du Fiumorbu, fusion des pievi de Coasina et de Cursa. Le Fiumorbu devient en 1790 le canton de Prunelli.

### Époque contemporaine
En 1954, la commune de Ventiseri, qui comptait 627 habitants, faisait partie du canton de Prunelli-di-Fiumorbo.
En 2013, la commune a rejoint sur décision de la préfecture la communauté de communes de Fium'orbu Castellu alors qu'elle avait exprimé le souhait de rejoindre celle de la Côte-des-Nacres en 2011.

## Politique et administration

### Liste des maires
| Période                                  | Période                   | Identité                     | Étiquette     | Qualité |
| ---------------------------------------- | ------------------------- | ---------------------------- | ------------- | --- |
| 1945                                     | 1982 (décès)              | Dominique Tiberi (1910-1982) | Rad. puis MRG | Transporteur Conseiller général du canton de Prunelli-di-Fiumorbo (1961 → 1982) |
| mars 1983                                | En cours (au 18 mai 2020) | François Tiberi (1950- )     | DVG-PS        | Expert-comptable Conseiller général du canton de Prunelli-di-Fiumorbo (1998 → 2011) Conseiller territorial de l'Assemblée de Corse (1998 puis 1999 → 2004) 1er vice-président de la CC de Fium'orbu Castellu |
| Les données manquantes sont à compléter. |                           |                              |               | |

## Population et société

### Démographie
L'évolution du nombre d'habitants est connue à travers les recensements de la population effectués dans la commune depuis 1806. Pour les communes de moins de 10 000 habitants, une enquête de recensement portant sur toute la population est réalisée tous les cinq ans, les populations de référence des années intermédiaires étant quant à elles estimées par interpolation ou extrapolation. Pour la commune, le premier recensement exhaustif entrant dans le cadre du nouveau dispositif a été réalisé en 2007.

En 2022, la commune comptait 2 593 habitants, en évolution de +4,56 % par rapport à 2016 (Haute-Corse : +5,15 %, France hors Mayotte : +2,11 %).
| 1806 | 1821 | 1831 | 1836 | 1841  | 1846  | 1851  | 1856  | 1861  |
| ---- | ---- | ---- | ---- | ----- | ----- | ----- | ----- | ----- |
| 851  | 711  | 833  | 907  | 1 007 | 1 070 | 1 251 | 1 108 | 1 164 |

| 1866  | 1872  | 1876  | 1881  | 1886  | 1891  | 1896  | 1901  | 1906  |
| ----- | ----- | ----- | ----- | ----- | ----- | ----- | ----- | ----- |
| 1 185 | 1 135 | 1 227 | 1 230 | 1 236 | 1 279 | 1 232 | 1 324 | 1 352 |

| 1911  | 1921  | 1926  | 2006  | 2007  | 2012  | 2017  | 2022  | - |
| ----- | ----- | ----- | ----- | ----- | ----- | ----- | ----- | - |
| 1 267 | 1 225 | 1 235 | 2 243 | 2 216 | 2 357 | 2 481 | 2 593 | - |

## Culture locale et patrimoine

### Lieux et monuments
- Monument aux morts.

#### Castello di Coasina
Tout au Nord de la commune, sur les premiers contreforts du chaînon montagneux, à près de 200 m d'altitude à 1 100 m à l'est de Pedi Quarciu, se dressent les ruines de l'ancien château fort de Coasina (ou Covasina).
On y accède par un petit chemin (10 min de marche) , sur la D 745, mais non indiqué. Les ruines, imposantes, sont dépourvues de toute informations historiques.

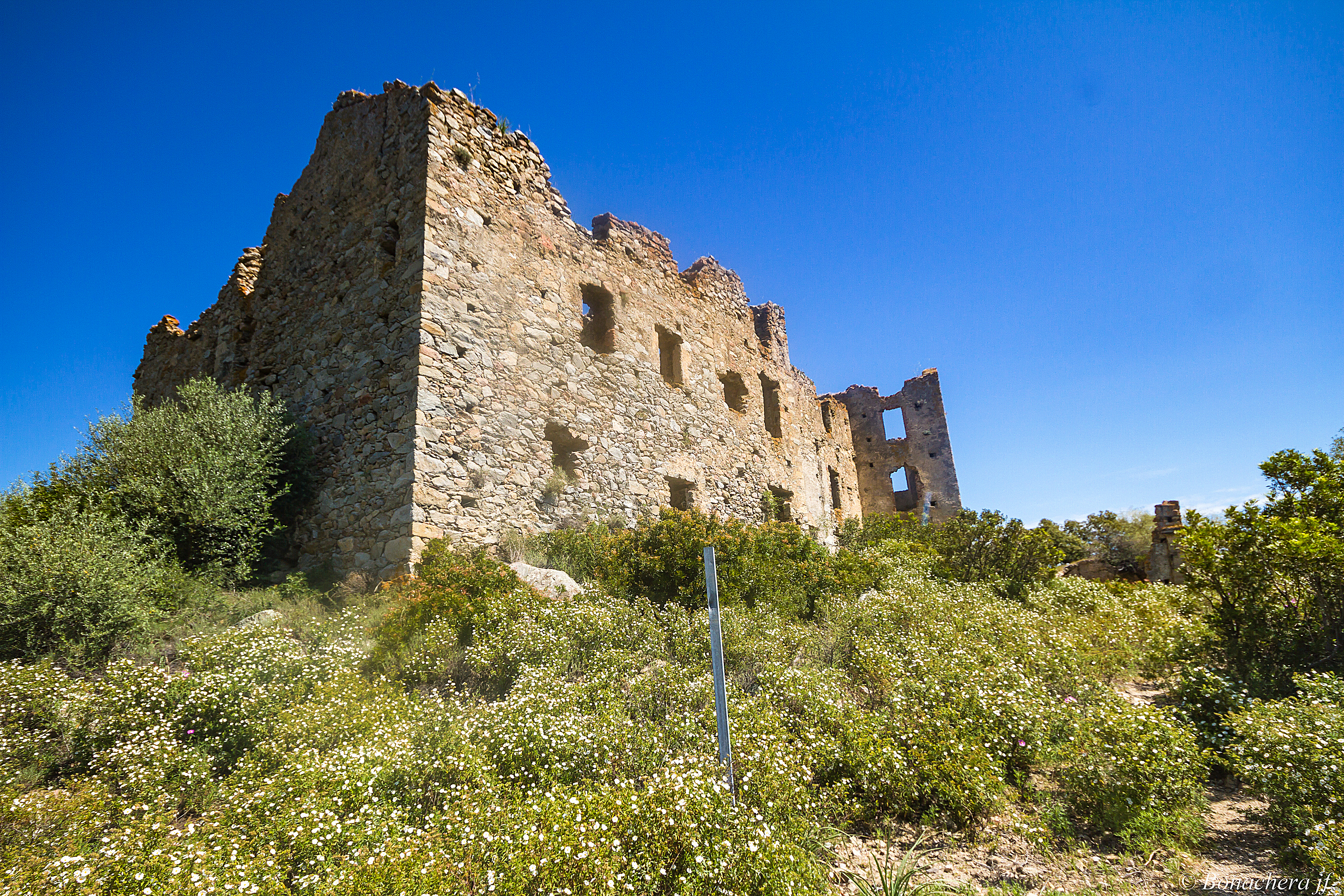
Vue des faces Sud et Ouest.
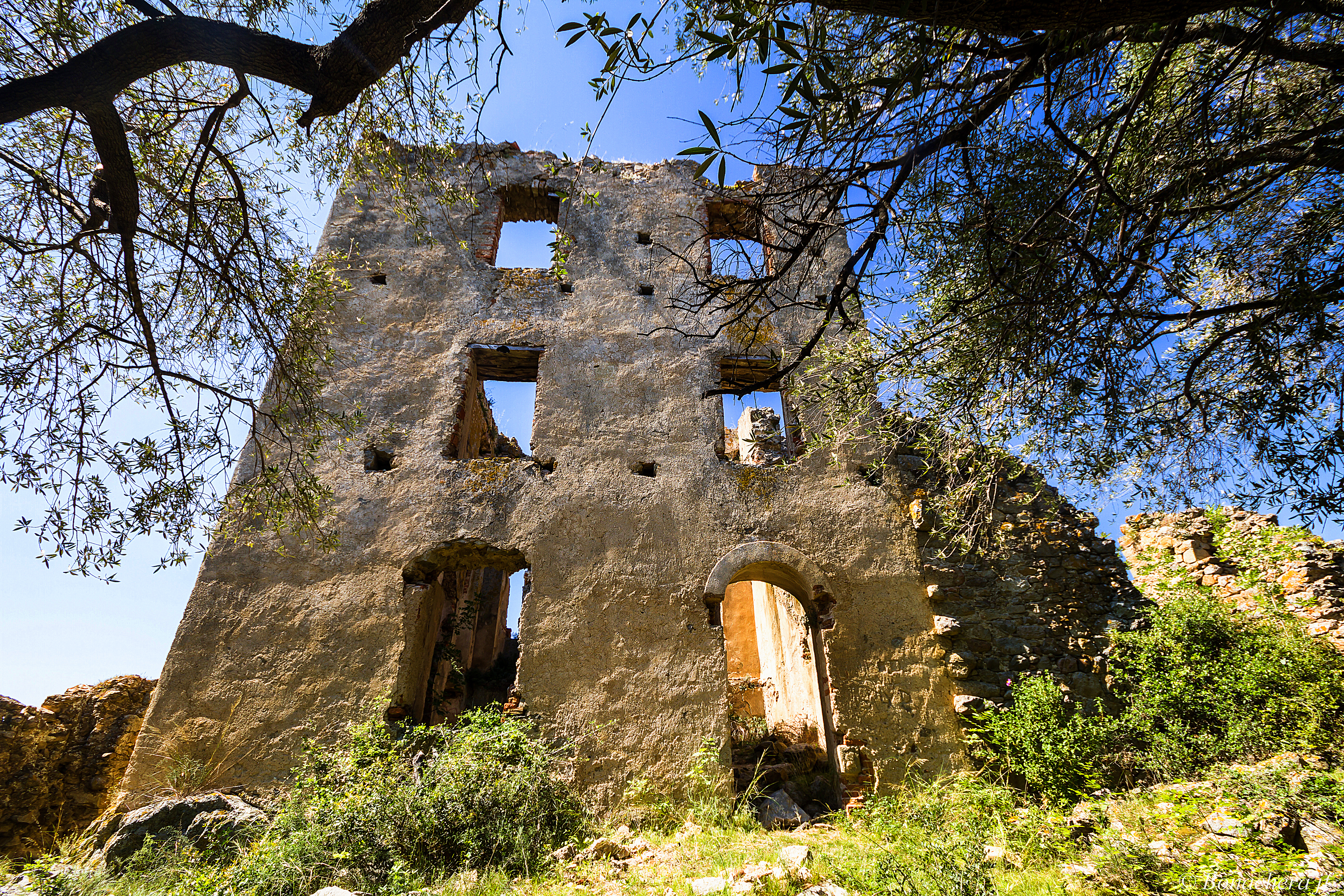
Château de Covasina : face Est.
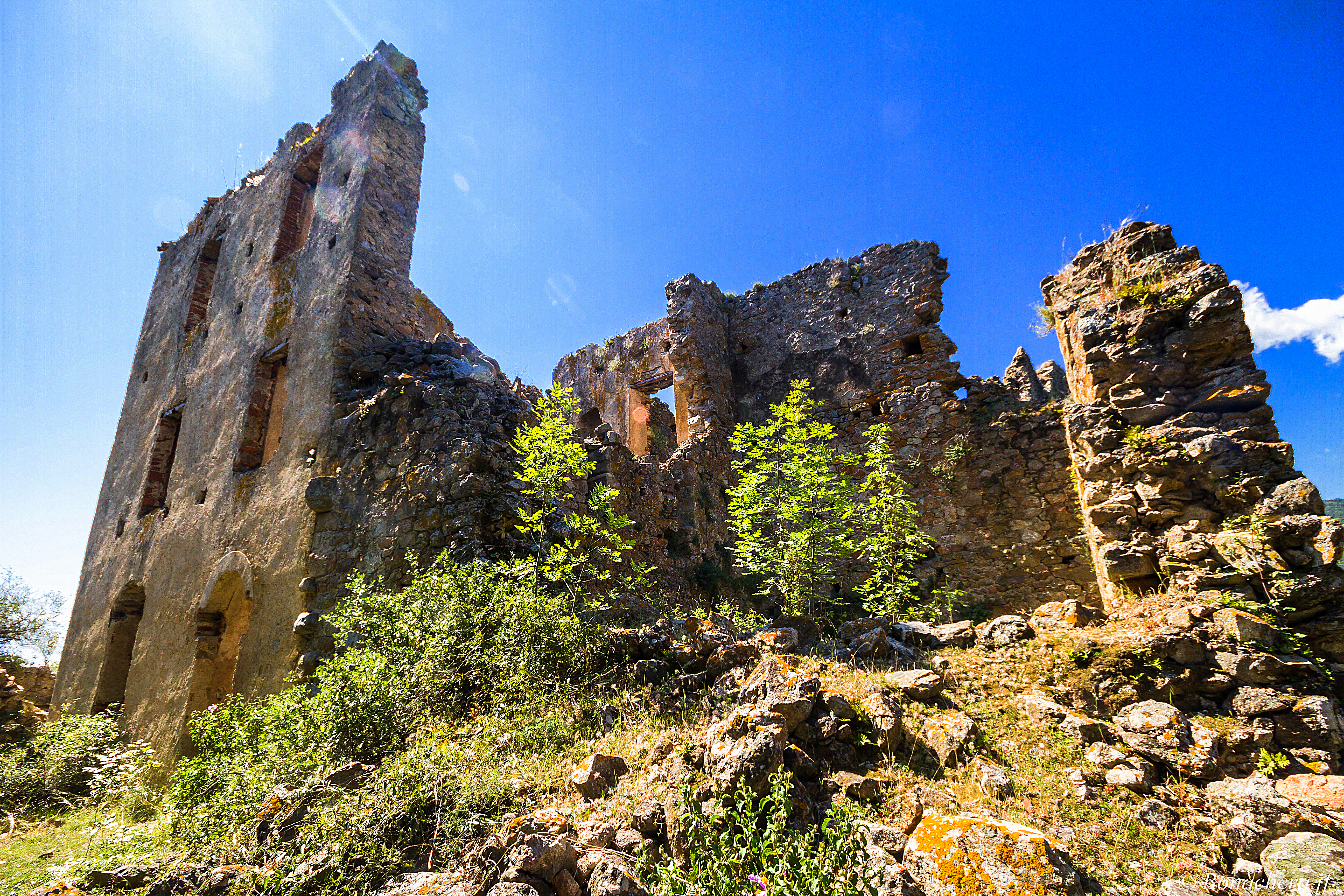
Château de Covasina : face Nord-Est.
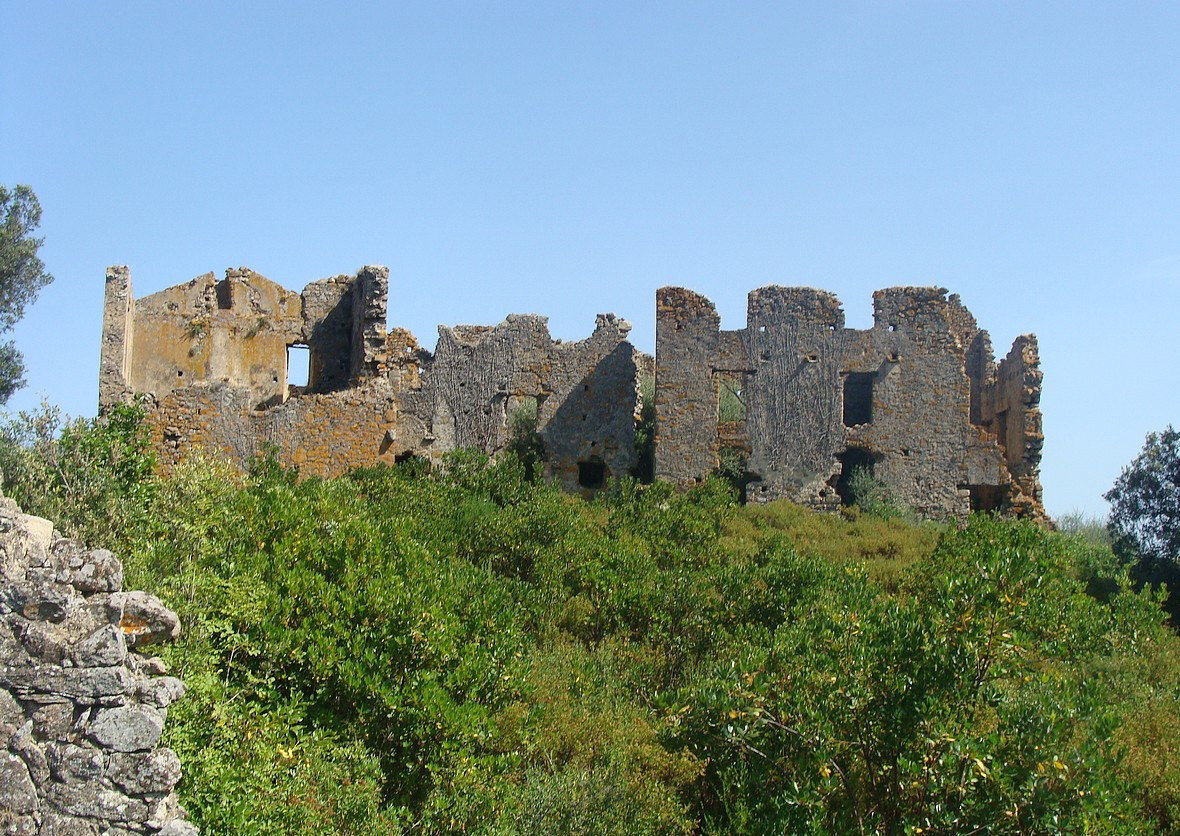
Château de Covasina : face Nord.
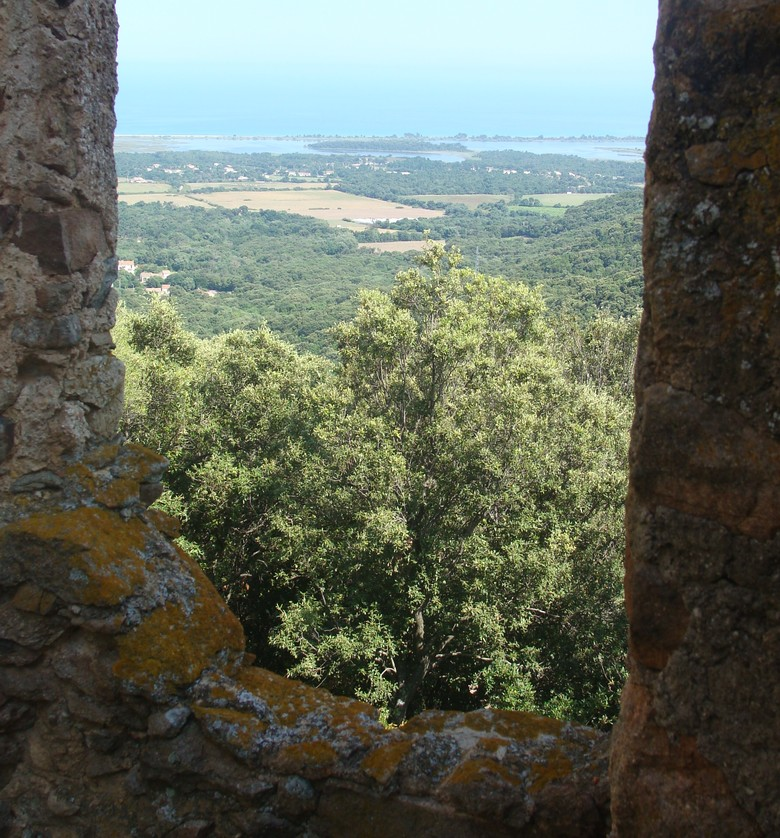
Vue sur la côte depuis le château de Coasina.
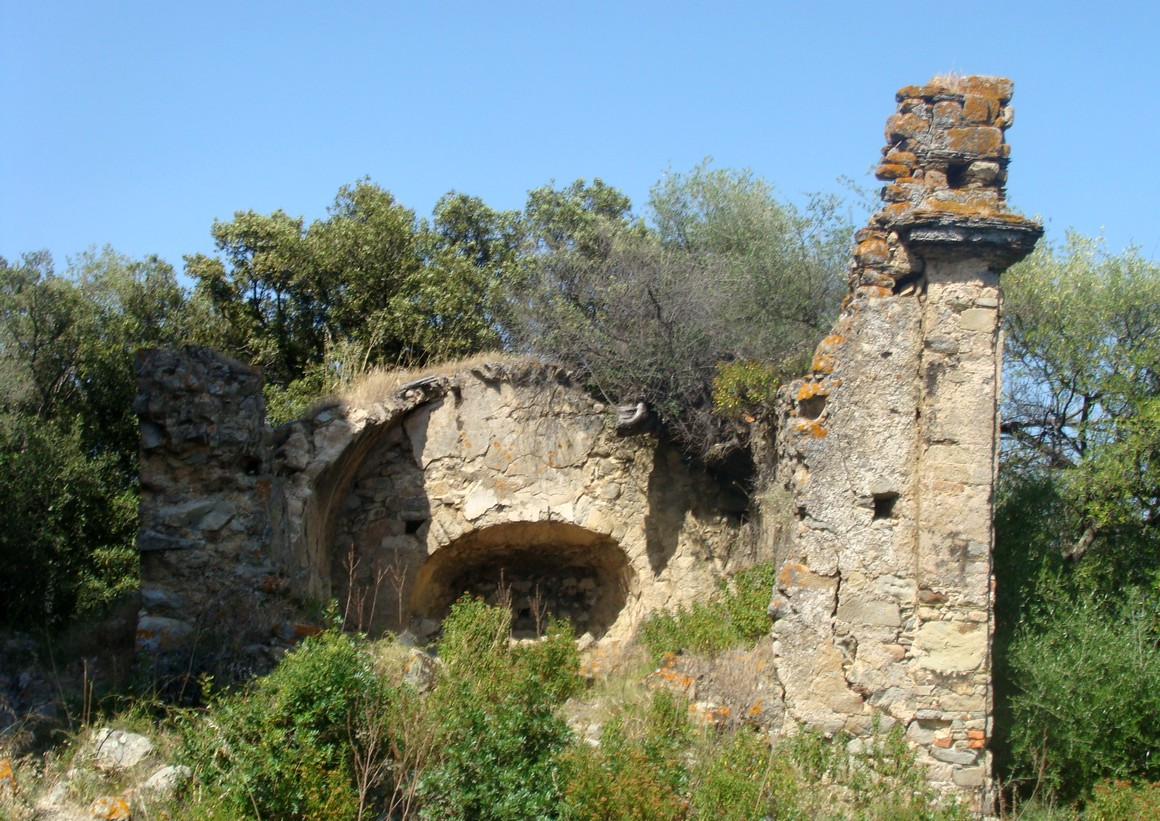
Château de Covasina : la chapelle San Michele du IXe siècle.

#### ChapelleSanMichele
À environ 450 mètres distance orthodromique au nord - nord-ouest du château de Caosina, se trouvent les ruines de la chapelle San Michele (Saint-Michel) sur la commune de Serra-di-Fiumorbo.[réf. souhaitée] Son histoire est indissociable de celle du château. Datant probablement du IXe siècle, d'architecture romane, la chapelle est un édifice de plan allongé, à chevet semi-circulaire. Elle a été remaniée sur des bases romanes. Elle est à l'état de ruines. Son abside abrite le bassin baptismal, ce qui pousse à dire qu'elle pourrait avoir été l'église piévane.

#### Chapelle Sainte-Élisabeth-de-Hongrie
En descendant vers la plaine par la route D 745, à l'entrée à gauche du hameau de Piediquarcio, se trouve la chapelle Sainte-Élisabeth-de-Hongrie.
Une statue en bois d'Élisabeth de Hongrie se dresse à côté du maître autel. On peut noter la présence d'un campanile à baie libre cintrée.[Information douteuse]

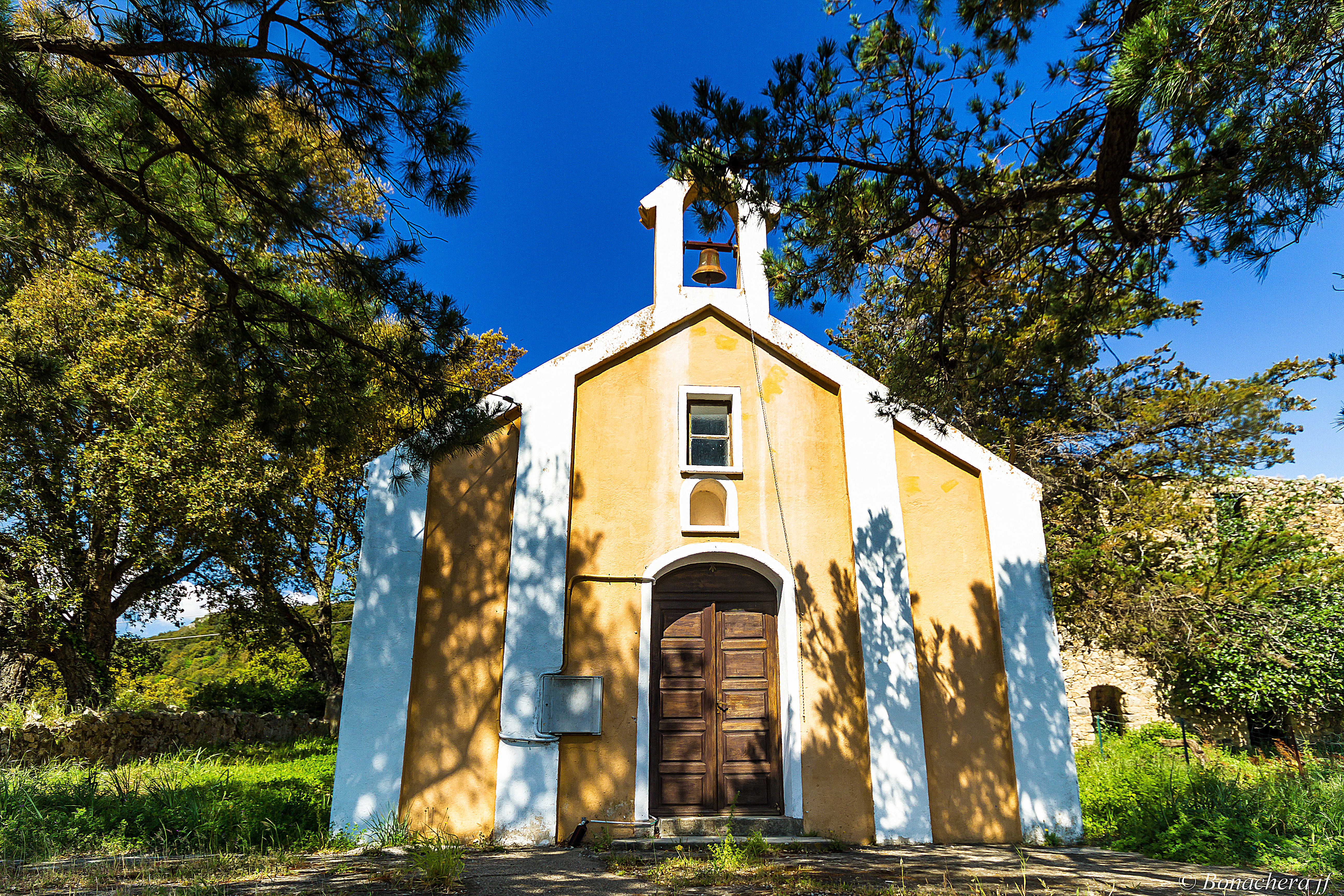
Chapelle Sainte-Élisabeth-de-Hongrie (Piediquarcio).
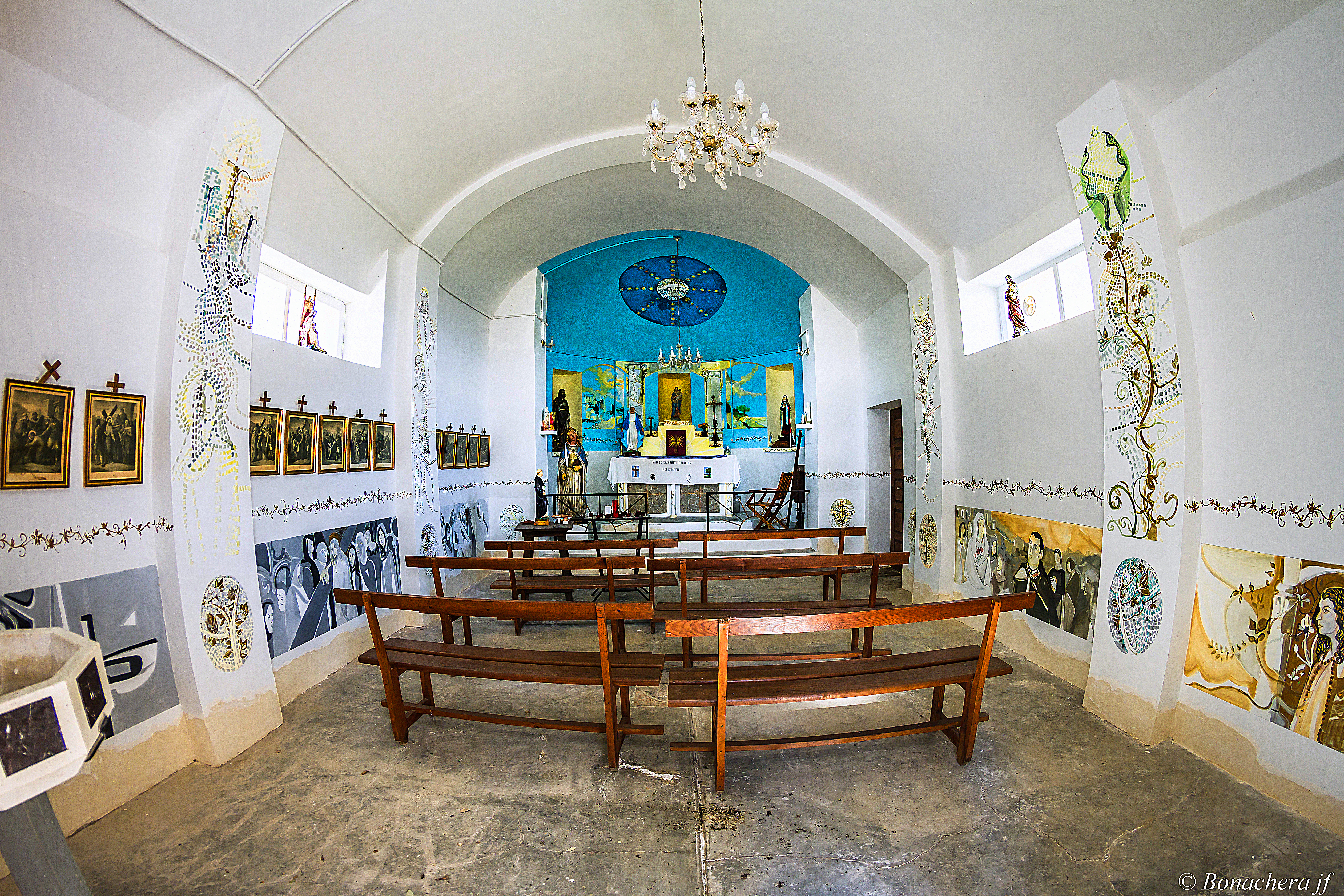
Intérieur de la chapelle Sainte-Élisabeth-de-Hongrie.

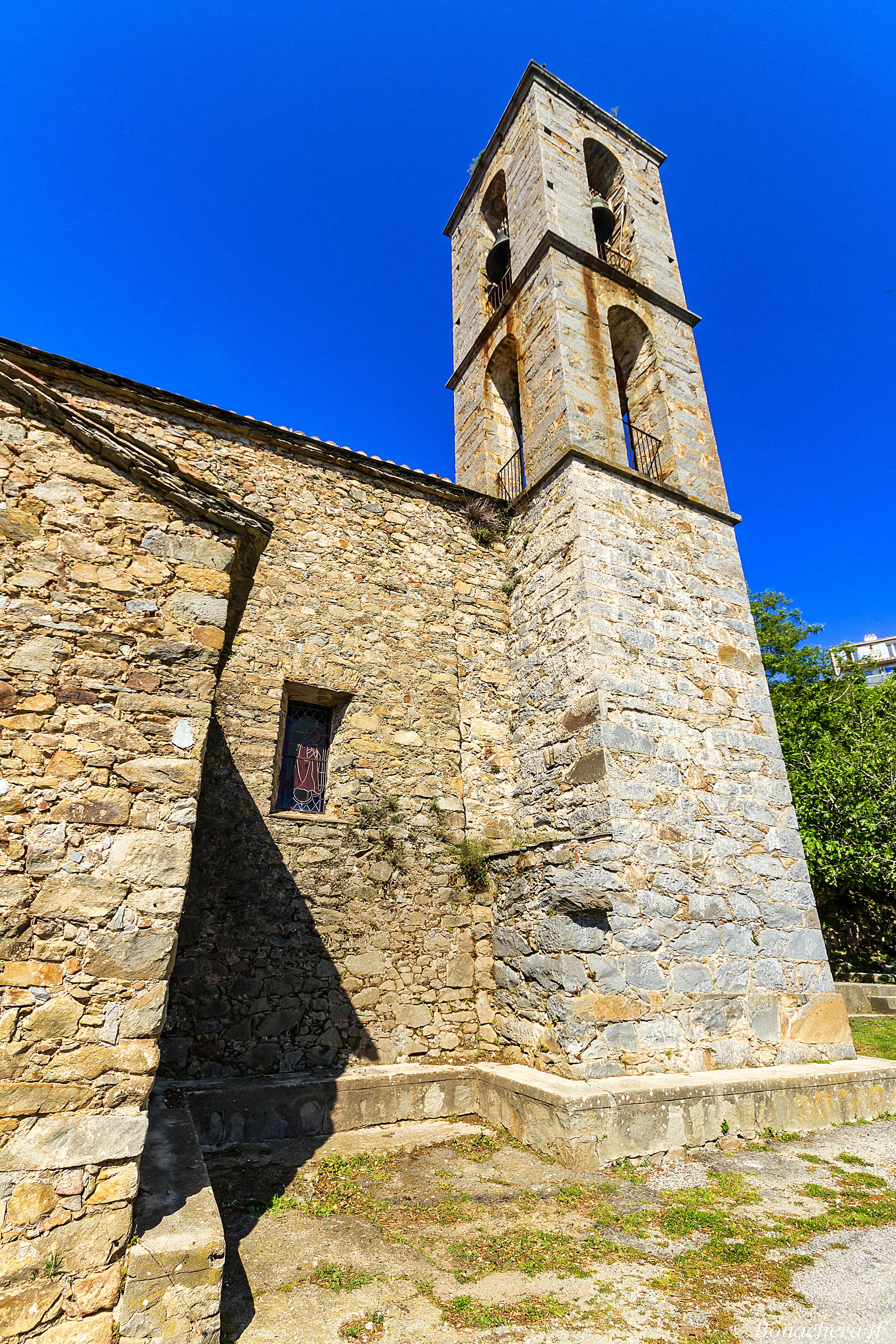
Église paroissiale Saint-Jean-Évangéliste (San Ghjuvanni Evangelista).

#### Église Saint-Jean-Évangéliste
Au centre du village se trouve l'église paroissiale Saint-Jean-Évangéliste (San Ghjuvanni Evangelista), avec une tour-clocher sur trois niveaux.

#### Chapelle Sainte-Marguerite
À la sortie nord du village, à côté du cimetière se trouve la chapelle Sainte-Marguerite, datant du XVIIe siècle (?). Une statue en bois de sainte Marguerite se dresse à côté du maître autel où est scellée "a petra sacra". Les peintures actuelles sont l'œuvre du peintre Chisà (Giudicelli Stephane), réalisées en 2008.

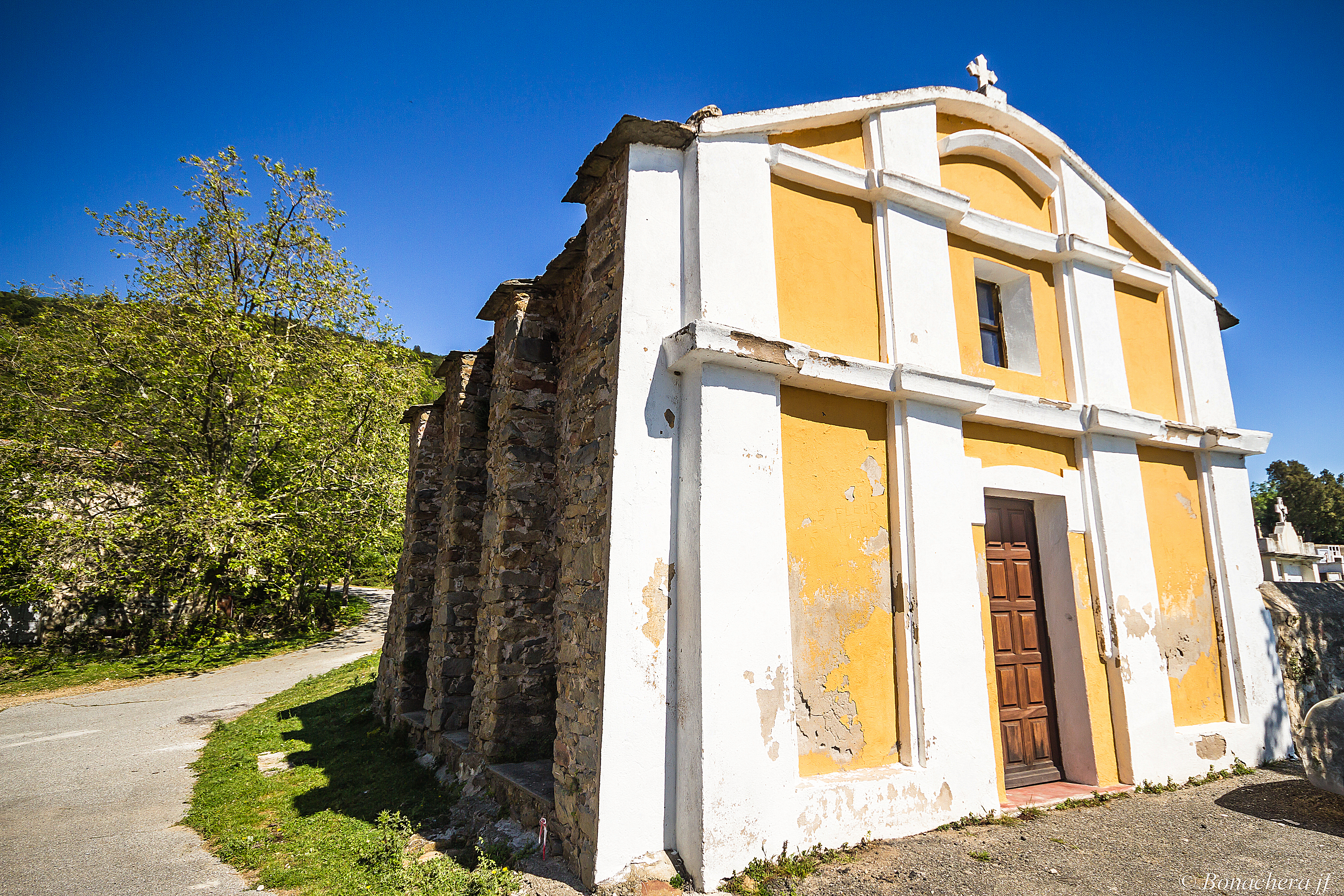
Chapelle Sainte-Marguerite.

### Patrimoine culturel

#### Usine de produits chimiques
Implantée à proximité du pont sur le Travo, cette usine de distillation de résineux, pour la fabrication de l'acétate de calcium et l'acétate de sodium, commença à produire dès 1915. Faute de main-d'œuvre locale et manque de capitaux, elle fut contrainte durant le deuxième quart du XXe siècle de suspendre ses activités. Un projet de reprise en 1959 ne verra pas le jour.
L'établissement industriel désaffecté a été repris à l'inventaire général du patrimoine culturel.

### Patrimoine naturel

#### Espaces protégés et gérés

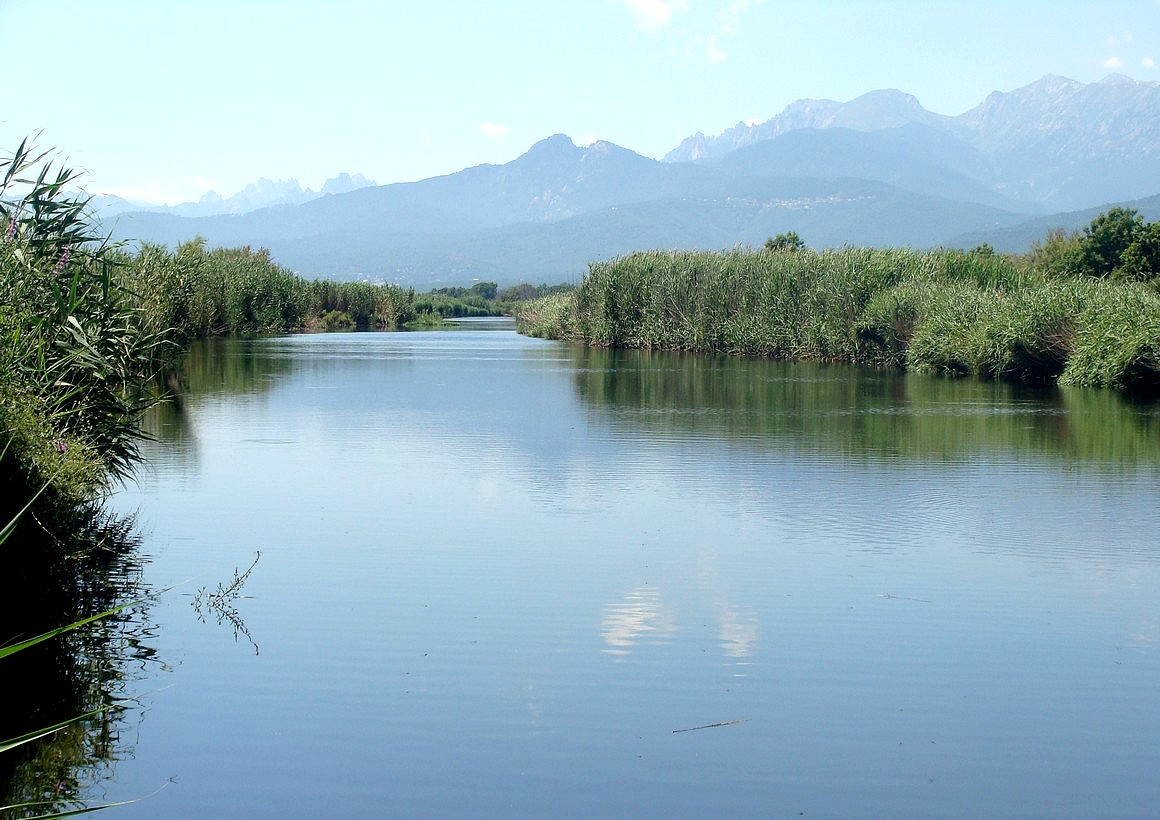
L'étang de Gradugine
plus de photos

- Site Palu - Gradugine : ce site lagunaire de la côte orientale de l'île couvre une superficie de 862,205 ha sur les communes de Prunelli-di-Fiumorbo, Serra-di-Fiumorbo et de Ventiseri. Il appartient au Conservatoire du littoral[33].
- Étang de Palo : la zone humide protégée par la convention de Ramsar « Étang de Palo » couvre une superficie calculée de 219 ha sur les communes de Serra-di-Fiumorbo et de Ventiseri[34].

#### ZNIEFF
Ventiseri est concernée par deux zones naturelles d'intérêt écologique, faunistique et floristique de 2e génération :
- Étang et zone humide de Palo : la zone lagunaire couvre une superficie de 317 ha des communes de Serra-di-Fiumorbo et de Ventiseri, proche de la base aérienne de Solenzara[10].
- Station de « genêt de l'Etna » de la marine de Solaro et l'embouchure du Travo : le site couvre une superficie de 166 ha sur les communes de Serra-di-Fiumorbo et de Ventiseri, comprenant le marais de Leccia, le cordon littoral de Solaro et l’embouchure du Travo, entre le pont de Travo sur la RT 10 et la mer[35].

#### Natura 2000
- Étang de Palo et cordon dunaire : ce SIC de la directive « Habitats, faune, flore » a une superficie de 218 ha. « L'étang de Palo s'est formé par l'isolement d'une dépression côtière, par un cordon sableux issu du charriage de matériaux détritiques, lors de la remontée du niveau de la mer pendant le réchauffement climatique post-glaciaire (Würm) »[36]. Avec des habitats d'eau saumâtre très diversifiés, il possède une grande richesse faunistique et floristique.

### Personnalités liées à la commune
- André Giudicelli (Ventiseri 1782-1866), prêtre catholique, professeur à l’école Paoli de Corte.
- Jacques Simonpoli (Ventiseri 1890-1969), écrivain et poète, auteur d’un long poème en langue corse : Fiumorbu in guerra 1815-1816.
- Paul-Hyacinthe Arrighi (1915-1998), né à Ventiseri, résistant.
- Dominique Tiberi (Ventiseri 1955 -), productrice, scénariste et réalisatrice de films.